# Historisches Kairo
Das Historische Kairo, auch bezeichnet als Islamisches Kairo (arabisch قاهرة المعز, DMG Qāhirat al-Muʿizz), ist der historische Stadtkern des modernen Kairo und gehört zum UNESCO-Weltkulturerbe. Es wurde 1979 unter Schutz gestellt als eine der ältesten islamischen Städte der Welt, mit berühmten Moscheen, Medressen, Hamams und Brunnen. Damit sollte nicht nur Kairos Bedeutung als islamische Metropole gewürdigt werden, sondern auch sein Beispielcharakter für das städtische Leben überhaupt. Im 10. Jahrhundert gegründet, erreichte das historische Kairo seine Blütezeit im 14. Jahrhundert.

## Kairo als Inbegriff einer islamischen Stadt
Der Begriff des mittelalterlichen, islamischen Kairo wurde auf der Weltausstellung in Paris 1867 geprägt. Einige Jahrzehnte, bevor Ägypten unter britische Herrschaft kam, fanden sich Kunsthistoriker, Architekten, Stadtplaner, Denkmalpfleger, Literaten und Reisende zusammen, um dieses Bild der mittelalterlichen Stadt zu erschaffen, wobei sie sich auf das Kairo der Fatimiden (innerhalb der Stadtmauern) und seine Erweiterung unter den Mamluken bezogen. Es war in Form von Photographien, Gemälden, Reiseberichten, aber auch Baumaßnahmen, ein Produkt des Orientalismus, getragen von Europäern und lokalen Eliten, die eines gemeinsam hatten: sie wohnten nicht in dieser Altstadt.

## Historische Altstadt und Kernzonen des Welterbes
Die Stadt Kairo, zwischen einem Nebenarm des Nil im Westen und dem Berg Mukattam im Osten gelegen, konnte lange Zeit nur nach Norden und nach Süden erweitert werden, so dass sich die historische Bebauung als ein langgestreckter Streifen zwischen den beiden nord-südlich verlaufenden Straßen Port Said Street und Salah Salim Highway befindet. In den 1990er Jahren wuchs die Sorge um das Koptische Viertel und die Ausgrabungen in Fustat, so dass diese Region im Süden in das Welterbe einbezogen wurde.
Mittlerweile sind drei Kernzonen der Welterbestätte vorgeschlagen worden; das sie umgebende Stadtgebiet soll als Pufferzone gelten:
- Im Nordwesten befindet sich eine Kernzone zwischen der Nilbrücke „15. Mai“ und der Shanan-Straße im Stadtviertel As-Sabtiyyah.
- Im Südwesten befindet sich ein weiteres, relativ kleines Areal beiderseits der Qasr al-Nil-Brücke. Es umfasst die Südspitze der Nilinsel Roda (Nilometer) und auf der anderen Seite der Brücke Fustat und das Koptische Viertel.
- Erheblich größer ist die dritte Kernzone, sie liegt weiter östlich in den Stadtvierteln Bab ash-Shariyah, El-Hosayneyah, Al Muski, El-Gamaleyah, Bab al-Khalq, Abdeen, El-Sayeda Zeinab, El-Khalifa, El-Imam El-Shafey – also das von der Stadtmauer umschlossene Gebiet und weitere Quartiere unterhalb der Zitadelle und des Mukattam-Berges. Hierzu gehören auch die nördliche und südliche Stadt der Toten.

## Historische Stadtbefestigung
Zu großen Teilen ist die mittelalterliche Stadtmauer bis heute erhalten, vor allem im Norden (Stadttore Bab al-Futuḥ und Bab an-Naṣr). Im Süden blieben auch Teile der Mauer stehen mit dem Tor Bab Zuweila.
Der Mamlukengeneral Badr al-Ğamālī beauftragte im Jahr 1073 drei christlich-syrische Architekten aus Urfa mit dem Bau der Mauer, von denen einer, Johannes der Mönch, namentlich bekannt ist. Auch die Ausführung der Tore war ihre Aufgabe. Viele altägyptische Tempel mussten als Steinbruch für den Bau der Stadtmauer dienen, so dass auf deren Steinen pharaonische Inschriften und Verzierungen zu erkennen sind.
Die besonderen Merkmale der Stadtmauer von al-Ğamālī sind die qualitätvolle Steinmetzarbeit und die Vielfalt der in den Mauern und Toren verwendeten Gewölbebögen. In der gesamten Stadtbefestigung wurden nur Rundbögen verwendet.

## Nachbarschaften (ḥawārī)

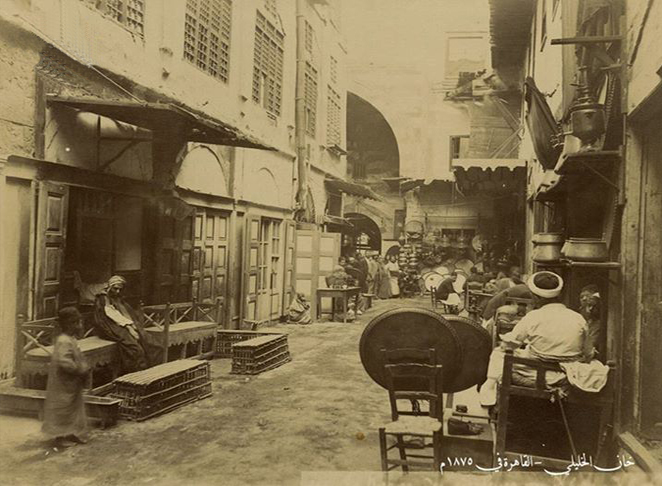
Historische Fotografie: der Chan el-Chalili (1875)

Die Altstadt von Kairo gilt als die weltweit größte mittelalterliche Stadt, in der traditionelle Lebensformen noch Teil des Alltags sind.
Das Phänomen der ḥawārī (Singular ḥāra Gasse, Seitenstraße) hat immer wieder das Interesse der Forscher auf sich gezogen. Man bezeichnet damit eine Gruppe von miteinander verbundenen Häusern, die sich einen Hof, beziehungsweise eine Sackgasse als gemeinsamen öffentlichen Raum teilten. Zugleich mussten aber die Regeln der Scharia über Privatheit und Trennung der Geschlechter bei der Anlage der Häuser befolgt werden. Jede Großfamilie bewohnte ein eigenes Haus (bayt). Der Zugang zum Hof erfolgte über gewundene Nebenstraßen und Durchgänge. Die Größe der Häuser konnte variieren; es konnten auch Handwerksbetriebe und ähnliches hier angesiedelt sein. Die Familien verbrachten einen Teil ihres Alltags in dem gemeinsamen Raum. Die Nachbarschaft galt auch als eine soziale Gruppe, die zum Beispiel der Beruf oder die Religion miteinander verband. Die Nachbarschaft war außerdem eine Schutzgemeinschaft; der Hof stand nur den Anwohnern zur Verfügung, und Außenstehende mussten um Erlaubnis fragen, bevor sie ihn betraten.
Architektonische Merkmale von mittelalterlichen ḥawārī sind steinerne Mauern mit hochgelegenen Fenstern im Erdgeschoss und Vorkragen des oberen Stockwerks um etwa einen Meter in den Hofraum. Die traditionellen Kairener Häuser hatten (und haben) große Öffnungen nach außen, aber diese wurden immer möglichst hoch oben angebracht – wie ein Beobachter des 19. Jahrhunderts bemerkte, höher, als ein Reiter auf einem Pferd einsehen konnte. Häufig gab es deshalb an den Häusern verzierte Mashraibyyat und hölzerne Malqafs (Windtürme). Wegen der Feuergefahr war die maximale Höhe der Häuser auf drei oder vier Stockwerke beschränkt.

## Veränderungen des Stadtbilds im 19. Jahrhundert

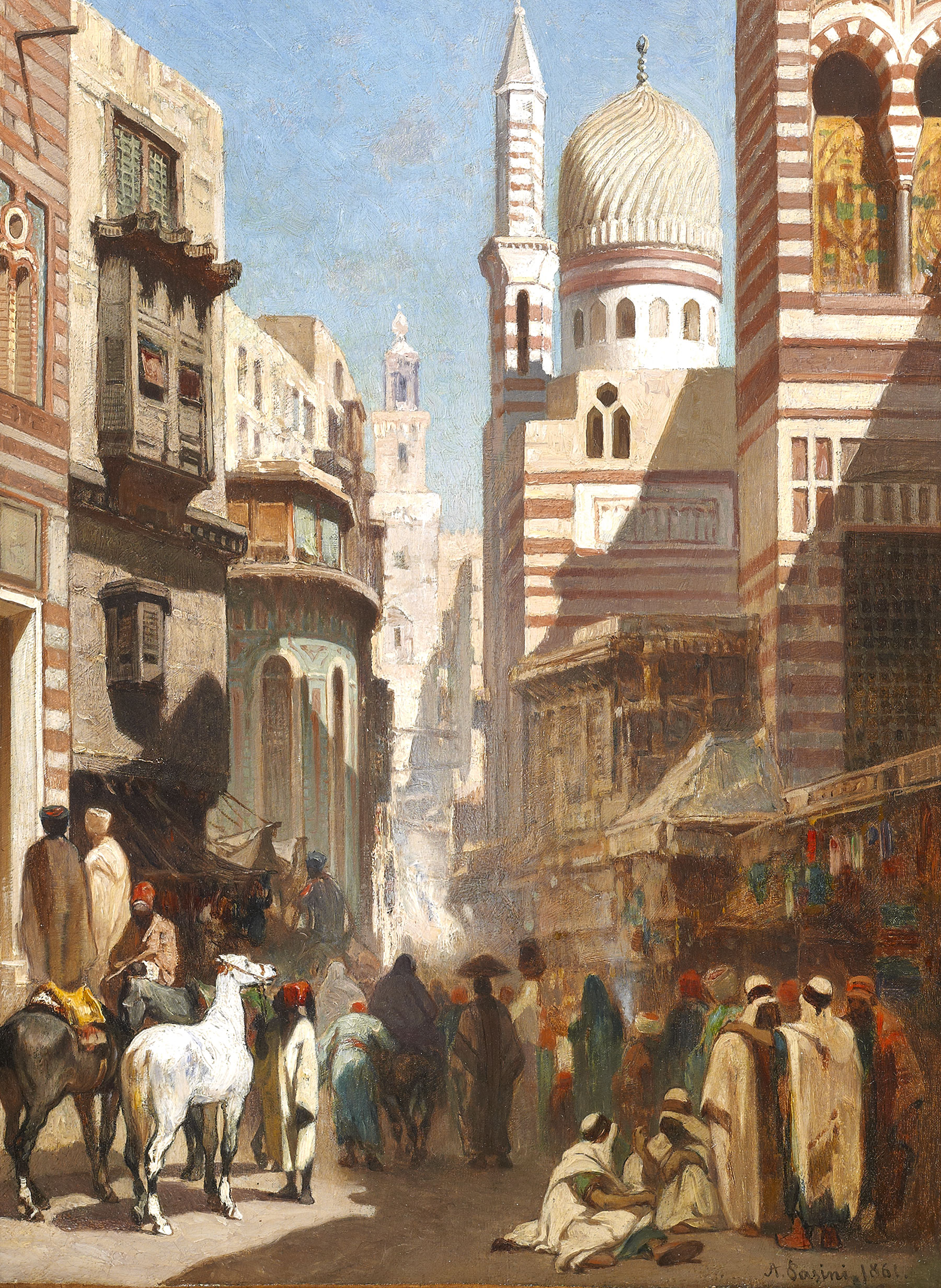
Al-Khudayri-Straße in Kairo (Alberto Pasini, 1861)

Die Architekten des 19. Jahrhunderts griffen tief in das Gefüge der Altstadt ein. Moderne Straßen, gesäumt von neuen Gebäuden, wurden als Schneisen durch die historischen Viertel geschlagen. Jedoch ist die Verbindung, die mittelalterliche und moderne Bebauung dabei eingingen, interessant und unterscheidet sich auch von dem Prozess, den andere Städte des Nahen Ostens durchliefen. Während in Damaskus und Aleppo moderne und historische Bebauung in getrennten Stadtvierteln zu finden sind, wurde in Bagdad und Beirut die historische Bausubstanz stark modern überformt.

## Die Altstadt von Kairo im 20./21. Jahrhundert
Nachdem Ägypten unabhängig geworden war, verließen viele Ausländer Kairo, und die wohlhabenderen Familien zogen aus den mittelalterlichen Stadtvierteln in die Unterstadt. In den letzten Jahren haben auch Institutionen wie die American University in Cairo die Innenstadt verlassen, um sich an neuen Standorten in der Wüste (New Cairo) anzusiedeln. Der Großteil des Ägyptischen Museums zieht an einen neuen Standort bei den Pyramiden von Gizeh, und so setzt sich der Exodus immer weiter fort. Nimmt man den Ring von slumartigen Quartieren hinzu, der sich um die Altstadt gelegt hat, wird ein Worst-Case-Szenario möglich: ein armer und vernachlässigter historischer Stadtkern und Gated Communities der Wohlhabenden weit außerhalb der Stadt.

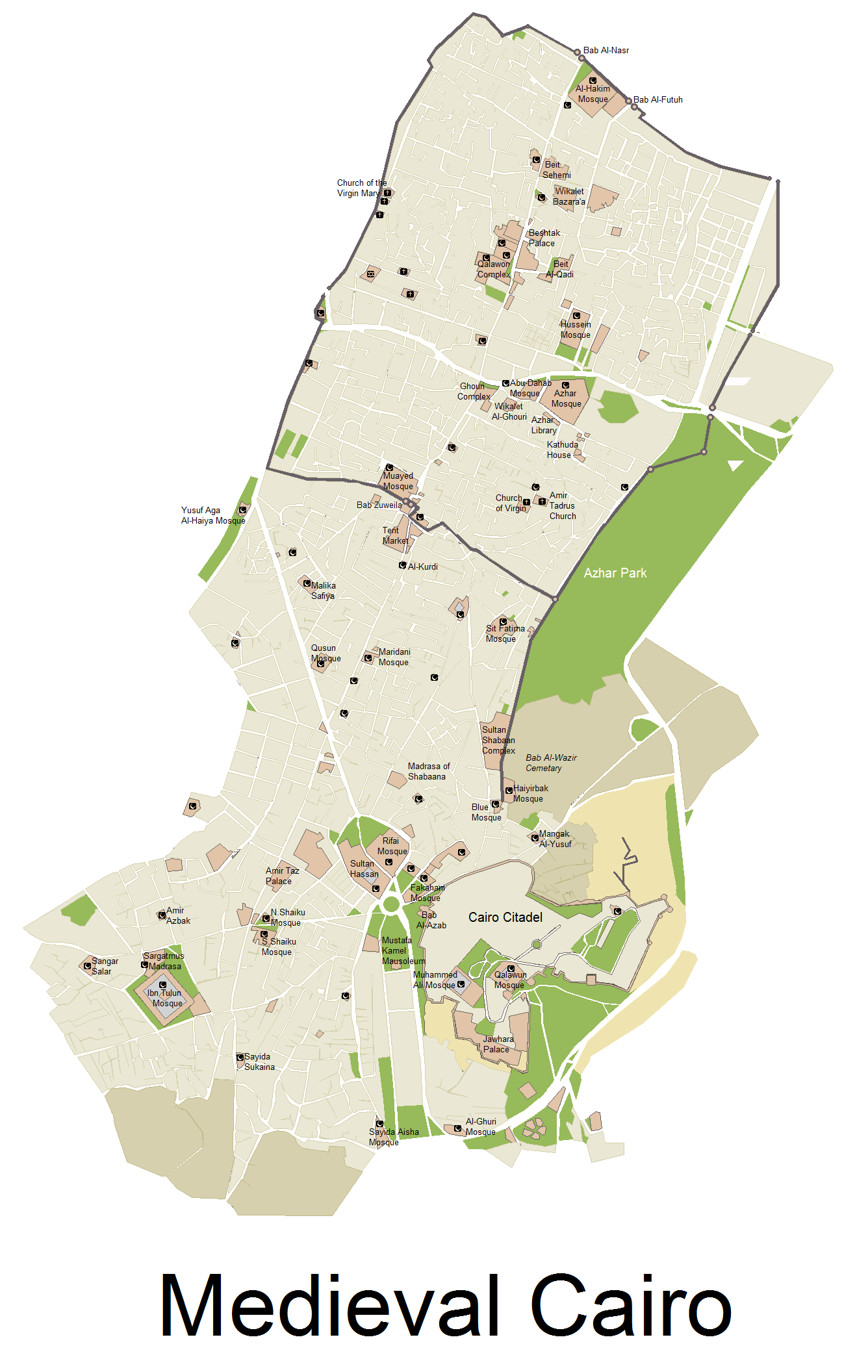
Lage bedeutender Bauwerke des historischen Kairo

## Welterbe seit 1979
Bei der Unterschutzstellung des historischen Kairo 1979 war es versäumt worden, die genauen Grenzen des Weltkulturerbes festzulegen. In den dreißig Jahren, die darauf folgten, wurden keine konkreten Maßnahmen zur Erhaltung der Altstadt ergriffen. Nachdem das World Heritage Committee den Handlungsbedarf mehrmals angesprochen hatte, wurde 2009 das Projekt Urban Regeneration for Historic Cairo (URHC) ins Leben gerufen, das den Schutz der Welterbestätte, ihre sozio-ökonomische Wiederbelebung und die Verbesserung ihrer Umweltsituation zum Ziel hat. Denn der Erhalt der historischen Architektur ist auf Dauer nur zu sichern, wenn es gelingt, die Lebensqualität der Bewohner zu verbessern. Dazu werden in Zusammenhang mit lokalen Akteuren folgende Maßnahmen durchgeführt:
- klare Festlegung des Areals der Welterbestätte mit umgebender Pufferzone;
- Entwicklung eines Managementplans in Zusammenarbeit mit den Behörden vor Ort;
- Einrichtung einer Plattform zum Informationsaustausch über Schutzmaßnahmen;
- Öffentlichkeitsarbeit.[1]

Die Revolution von 2011 lenkte die Aufmerksamkeit der ägyptischen Öffentlichkeit auf den Zustand des historischen Stadtkerns, denn dieser war Schauplatz von Demonstrationen. Nach der Staatskrise 2013/2014 investierte die Regierung as-Sisi in die Wiederherstellung einiger Plätze; dies bezog die Fassaden der sie umgebenden Altbauten vom Ende des 19. Jahrhunderts mit ein. „Doch die Situation ist immer noch verheerend, mit dem täglichen Zusammenbruch des Straßenverkehrs, einer seit Jahrzehnten vernachlässigten historischen Bausubstanz, besonders in den weniger zentralen Plätzen, Straßen und Nachbarschaften der Stadt, wo es Tausende von verlassenen Wohnungen und leerstehenden Gebäuden gibt.“ Konkrete Maßnahmen, die durch URHC angestoßen worden sind und bis 2015 realisiert waren, fördern Kunst, Kultur, Handwerk und Mikroökonomie der Bewohner der Altstadt.